# Ponomarëvskij rajon
Il Ponomarëvskij rajon (in russo Пономарёвский район?) è un rajon dell'Oblast' di Orenburg, nella Russia europea. Istituito nel 1928, il capoluogo è Ponomarëvka.